# Dark Magus

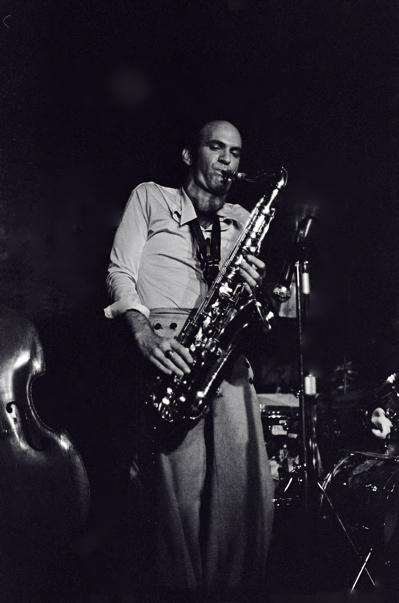
Dave Liebman ca. 1975

Dark Magus ist ein Musikalbum des Jazztrompeters Miles Davis. Es wurde am 30. März 1974 in der New Yorker Carnegie Hall aufgenommen und 1977 in Japan von Sony/Columbia Records veröffentlicht. Es gilt inzwischen als eines der besten Live-Fusionalben;
die britische Musikzeitschrift Q nahm es 2001 in ihre Liste der 50 Heaviest Albums of All Time auf.

## Das Album
Der Liveauftritt vom 30. März gehörte krankheitsbedingt zu den wenigen Aufnahmen, die von Miles Davis im Jahr 1974 entstanden; im Juni folgte noch eine Studiosession, bei der seine 30-minütige Hommage an Duke Ellington (He Loved Him Madly) aufgenommen wurde; im Oktober entstanden im Studio noch zwei weitere Titel (Mtume, Maiysha), die dann auf dem Album Get Up with It erschienen. Schon sein vorangegangener Auftritt am 1. November 1973 in der Philharmonie bei den Berliner Jazztagen hatte eine lebhafte Kontroverse über Miles Davis’ musikalische Entwicklung hervorgerufen, die der Davis-Biograf Peter Wießmüller dokumentierte: Sie reichten von „neue Horizonte“ (Joachim-Ernst Berendt) über „augenblickliches Formtief eines bewundernswerten Stars“ (W. Panke) bis zu „elektronische Aphorismen, die abgeschafft werden sollten“ (Jazz Podium) und Werner Burkhardts eher zurückhaltender Feststellung: „Selbstherrlich wie eh und je, gibt er die alten Rätsel auf. Soll man ihn lieben oder hassen?“
Miles Davis selbst reagierte später in seiner Autobiografie auf die Vorwürfe:

„Die Kritiker gingen mir auf die Nerven, wenn sie meinten, dass ich daneben war, unbedingt jung sein wollte und gar nicht mehr wüsste, was ich täte, dass ich wie Jimi Hendrix, Sly Stone oder James Brown sein möchte.“

Ein Merkmal dieser Band war tatsächlich der Einsatz von drei E-Gitarristen: „Wir konzentrierten uns jetzt auf afrikanische Musik,“ schrieb Miles Davis, „auf einen schweren afrikanisch-amerikanischen Groove, bei dem das Schwergewicht auf Schlagzeug und Rhythmus und nicht auf einzelnen Soli lag. Schon seit der Begegnung mit Jimi Hendrix wollte ich diesen Gitarrensound, der dich immer tiefer in den Blues zieht.“ Davis holte dazu die Gitarristen Reggie Lucas (der die repetitive Funk-Rhythmik beitrug), Pete Cosey (als Hauptsolisten) und den Afrikaner Dominique Gaumont.

„Mit dieser Band versuchte ich einen Akkord vollkommen auszuschöpfen, einen einzigen Akkord in einem Stück und alle sollten sich erst mal auf diese kleinen, einfachen Sachen wie Rhythmus beschränken. Wir nahmen einen Akkord und bearbeiteten ihn fünf Minuten lang, mit Variationen, Gegenrhythmen, solchen Sachen. Al Foster spielte beispielsweise im 4/4-, Mtume im 6/8- oder 7/4-Takt, während der Gitarrist in einem völlig anderen Rhythmus begleitete. Aus diese Weise holten wir reichlich komplizierten Kram aus einem Akkord heraus.“

Außerdem engagierte Miles Davis neben Dave Liebman einen zweiten Saxophonisten, Azar Lawrence: „Beide spiel[t]en abwechselnd mit malerischen Linien und eindringlich kurzatmiger Phrasierung, oft auch im kollektiven Wettstreit der Überblaseffekte.“ Miles Davis selbst nutzte die Effekte der elektrisch verstärkten Trompete (wie Wah-Wah-Pedal), „um die Charakteristika seines klassischen Sounds radikal zu verändern.“ Schließlich spielte er auch selbst auf der Yamaha-Orgel, „mit der Handfläche eine Bresche in den musikalischen Fluß schlagend, die seinen Musikern eine rhythmische Veränderung andeutet. Diese sind zwar nicht mehr die großen Individualisten vergangener Tage, doch sie verstehen es, seine Ideen hervorragend in Szene zu setzen“. Eine zentrale Rolle für den Gruppenklang hatte der Bassist Michael Henderson, „zu dem Miles immer wieder eine traumwandlerische Beziehung herzustellen vermag.“
Die Carnegie Hall, ein Veranstaltungsort, der perfekt für Orchester und akustische Musik ist, war offenbar eine schockierende Umgebung, um laute, verstärkte Instrumente zu spielen, schrieb Angus Batey in The Quietus: Die Band hatte Mühe, einander zu hören und verließ sich mehr als sonst auf visuelle Hinweise ihres Bandleaders. Darüber hinaus kam Davis offenbar zu spät und beschloss, einen zweiten Saxophonisten, den Tenor Azar Lawrence, und einen dritten Gitarristen, Dominique Gaumont, für die zweite Hälfte der Show hinzuzuziehen, sehr zur Überraschung der restlichen Band. Das daraus entstandene musikalische Sammelsurium, aufgeteilt in ausgedehnte und nur teilweise improvisierte Sequenzen, die sich über vier Vinylseiten erstrecken und deren Titel auf Swahili die Nummern eins bis vier lauten, gilt gemeinhin als das dichteste, abweisendste und undurchdringlichste in Davis’ Karriere – der Punkt, an dem seine Suche nach dem Experimentellen ihr Ziel erreichte, „der Sound eines unruhigen Teams auf einer Jahrzehnte zuvor begonnenen kreativen Reise, die schließlich auf Grund läuft“.
Liebman beschrieb 1997 die Musik, die keine dramatischen Anfänge und Enden hatte, als eine „Mixtur aus Funk/Pop-Rhythmen, Riff-ähnlichen Improvisierens, elektronischen und perkussiven [Klang-]farben, ein Rein und Raus von Improvisationen über eine Tonart.“

“But what it really came down to was the relentness, screaming sound and energy of the music as well as the spontaneous direction of the leader. Miles would crouch over, foot on the pedal, play a few short rhythmic phrases, look up and wait, play a run, stop again, either look over at the next soloist or just start the next tune. He did what he wanted, when he wanted – never predictable – and the sideman had to be on the case all the time. We had no modus operandi – it went from night to night.”

Das Doppelalbum besteht aus den vier Teilen, die Swahili-Namen erhielten, Moja, Wili, Tatu und Nne. Tatu (Part 2) enthält das Thema von Calypso Frelimo (aus dem Album Get Up with It); Nne (Part 1) das von Ife (aus dem Album Big Fun).

## Rezeption

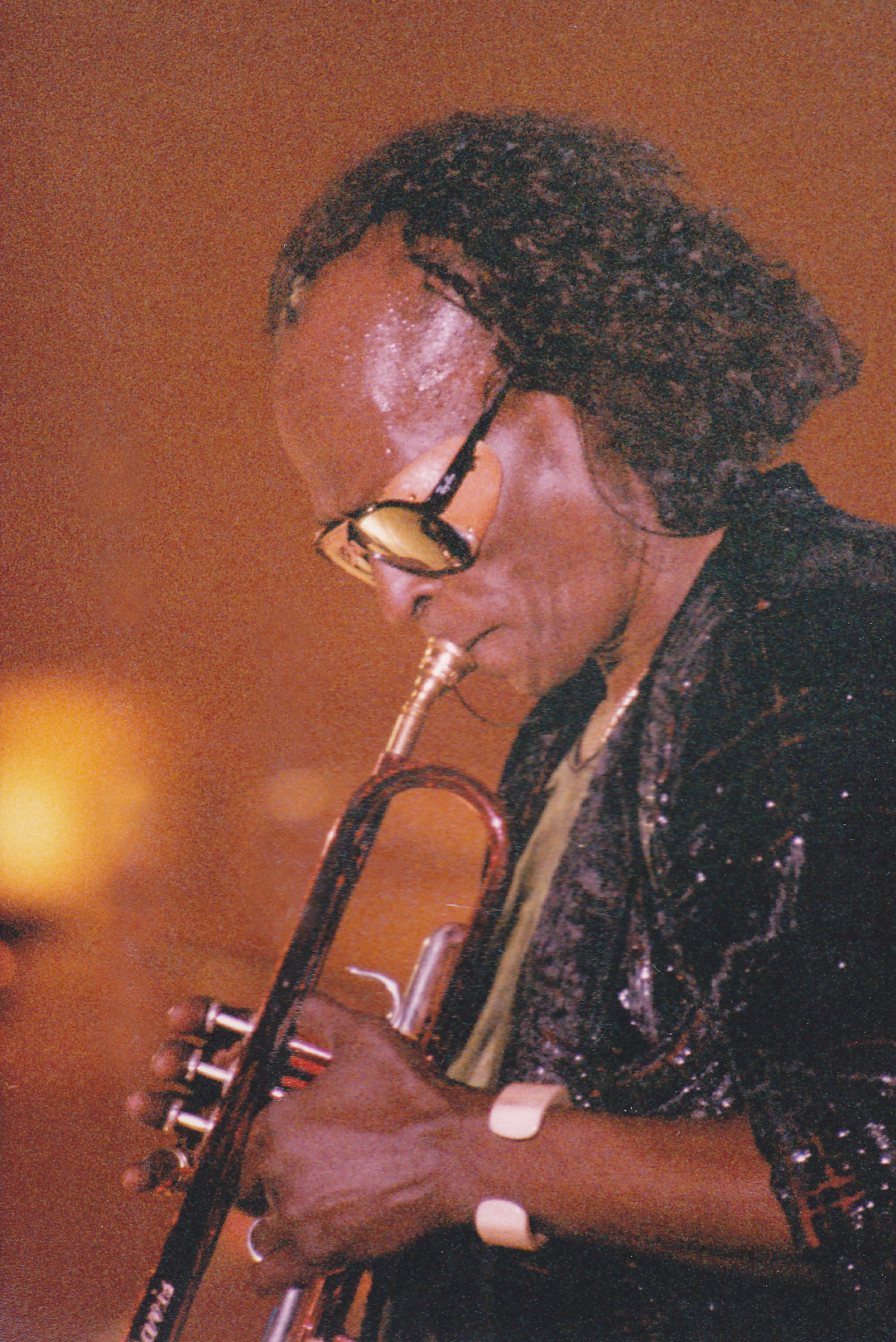
Davis in Straßburg (1987)

Das Album erfuhr anlässlich seiner Neuausgabe als Doppel-CD in zahlreichen Rezensionen überwiegend positive Bewertungen; so von Robert Christgau in The Village Voice, dem Down Beat (der es mit vier (von fünf) Sternen bewertete),
Entertainment Weekly, JazzTimes (favorable), Pitchfork Media, dem Rolling Stone und Spin (favorable).
In seiner Besprechung des Albums nannte der Davis-Biograf Peter Wießmüller Dark Magus „ganz hervorragende Musik. Verglichen mit dem [Vorgänger-]Album In Concert ist hier der Sound aufgrund ausgewogener Klangstrukturen dichter und differenzierter angelegt, was von der veränderten Instrumentierung herrührt,“ nachdem Miles Davis den zweiten Perkussionisten, Keyboard und Sitar herausgenommen und durch die drei Gitarristen ersetzt hatte.

„Miles’ Bestreben ist es, seinem Publikum eine Art Weltmusik zu präsentieren: Blues-Akkordik, Soul, Funk, karibische Impressionen, Bolero, Boogie-Anklänge und freies Spiel der Bläser. Das ergibt ein seltsames Zaubergemisch aus ethnischem Allerlei, das sich durch einen ständigen, schillernd facettenreichen Soundfluß auszeichnet, der sich atmend, federnd, pulsierend oder auch stockend, ächzend, klagend und hämmernd, immer wieder überraschend in neue Richtungen ausbreitet.“

Richard Cook und Brian Morton verliehen dem Album die zweithöchste Bewertung von 3½ Sternen. Sie stellten fest, dass sich die vier Teile des Albums kaum unterschieden; “shadings and striations of sound and, as one gets to know these recordings better, one becomes almost fixated on the tiniest inflexions. Which is where Miles enthusiasts will find meat and drink in this”.
Thom Jurek nannte Dark Magus in seiner Besprechung im AllMusic, das dem Album vier (von fünf) Sternen verlieh, a jam record. Er weist auf Liebmans Feststellung hin, dass der Carnegie-Hall-Mitschnitt (am Ende einer Tournee) nicht die beste Leistung der Band zeige. Miles habe zu diesem Zeitpunkt nicht mehr wirklich mit seinen Bands geprobt; auch gebe es keine Melodien abgesehen von dem auf drei Noten basierenden Thema Wili und den wenigen Riff-orientierten Melodien in Tatu –

“the rest is all deep rhythm-based funk and dark groove. Greasy, mysterious, and full of menacing energy, Dark Magus shows a band at the end of its rope, desperate to change because the story has torn itself out of the book, but not knowing where to go, turning in on itself. These dynamics have the feel of unresolved, boiling tension.”

Gaumonts effektgeladenes Gitarrenspiel überschatte die „eigentlichen“ Gitarristen in der Band: Pete Cosey und sein Partner, der rhythmisch erfindungsreiche Reggie Lucas. Gaumont passe nicht wirklich hinein, und so versuche er zu blenden. Man beachte die Art und Weise, schrieb Jurek, wie Miles Davis dessen Soli so abrupt abschneide. Kritisch resümiert der Autor über die Bedeutung des Albums für den Jazzrock:

“Ultimately, Dark Magus is an over-the-top ride into the fragmented mind of Miles and his 1974 band; its rhythm section is the most compelling of any jazz-rock band in history, but the front lines, while captivating, are too loose and uneven to sustain the listener for the entire ride.”

Scott Yanow schrieb im AllMusic guide to electronica, die spontane Musik enthalte starke Momente zwischen Davis und Liebman; drastisch editiert, würde die Doppel-CD eine eindrucksvolle Einzel-CD ergeben, da sie erhebliche Längen hätte. Dark Magus sei zwar kein essentielles Album, es lohne sich aber es zu entdecken.

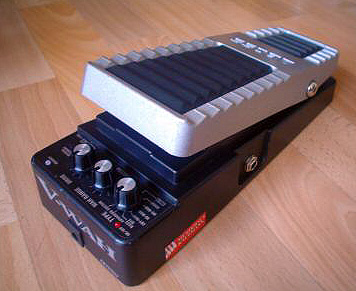
„Wah-Wah“-Pedal

Ed Brown betrachtete in seiner Rezension in Fortune (1997) das Album von Miles Davis im Kontext seiner Live-Mitschnitte, die zwischen 1970 und 1974 entstanden sind. Dark Magus sei darunter das hervorstechendste Album und mit seiner faszinierenden Collage von Wah-Wah-Pedal, Tomtoms und nicht einzuordnenden Ausstoßen an Klängen „wohl das beste Live-Fusionalbum, das je aufgenommen wurde. Da es nicht so poliert wie Studioproduktionen wie In a Silent Way und Bitches Brew sei, hätte das Album Momente von rauer Großartigkeit, das mit allem im umfangreichen Davis-Œuvre mithalten könne. If you’re ready to go where no other music will take you, you’re ready for Dark Magus.“
Die LP-Edition von Mobile Fidelity Sound Lab dürfte diejenige sein, die nie zuvor gehörte Details preisgebe und eine neue Verbindung zur Musik ermögliche, die die beabsichtigten Eindrücke und Ausdrücke des Künstlers in den Kopf des Zuhörers einprägt, wobei jedes letzte Bisschen Hemmnis, Hindernis und jede Verschleierung beseitigt wird, schrieb Angus Batey in The Quietus. Die Kritiken der Konzerte zu dieser Zeit seien durchweg abweisend, manchmal sogar wütend gewesen – aber die Aufnahmen – Dark Magus eingeschlossen – lieferten reichlich Beweise dafür, dass das Publikum, das kam, sie mehr als nur ein bisschen genossen hat. Und nur weil die Bandmitglieder glauben könnten, dass das Konzert in der Carnegie Hall eine unterdurchschnittliche Darbietung war, sei das kein Grund, den Wert der hier eingefangenen Musik in Frage zu stellen. Statt einer Sackgasse erscheint Dark Magus heute [2025] wie ein Übergang. Klanglich, in Dichte, Wildheit und Lautstärke der Musik sei die Band hier weitergegangen, als man sie ein paar Wochen später bei den Japan-Gigs hören würde, die als glühende Doppelalben Agharta und Pangaea veröffentlicht wurden.

## Titelliste
- Dark Magus (Sony-Columbia C2K 65137[18])
- CD 1
  1. Moja, Pt. 1 – 12:28 (Turnaroundphrase)
  2. Moja, Pt. 2 – 12:40 (Tune in 5)
  3. Wili, Pt. 1 – 14:20 (Funk (Prelude, part 1))
  4. Wili, Pt. 2 – 10:44 (For Dave)
- CD 2
  1. Tatu, Pt. 1 – 18:47 (Vamp (Prelude, part 1))
  2. Tatu, Pt. 2 – 6:29 (Calypso Frelimo)
  3. Nne, Pt. 1 – 15:19 (Ife)
  4. Nne, Pt. 2 – 10:11 (Turnaroundphrase/Tune in 5)